# Lauren Bacall
Lauren Bacall (nacida como Betty Joan Perske; El Bronx, Nueva York; 16 de septiembre de 1924 – Manhattan, Nueva York; 12 de agosto de 2014) fue una actriz estadounidense. Fue nombrada la vigésima estrella femenina más grande del cine clásico de Hollywood por el American Film Institute y recibió un Premio Honorífico de la Academia de Artes y Ciencias Cinematográficas en 2009 en valor a su contribución a la Edad de Oro de las películas. Era conocida por su presencia seductora y sensual y su distintiva voz ronca.
Bacall comenzó una carrera como modelo para la agencia de modelos Walter Thornton, antes de hacer su debut cinematográfico a la edad de 19 años, como protagonista principal junto a su futuro esposo Humphrey Bogart en Tener y no tener (1944). Continuó en el género del cine negro con apariciones junto a su nuevo esposo en The Big Sleep (1946), Dark Passage (1947) y Key Largo (1948), y protagonizó las comedias románticas How to Marry a Millionaire (1953) con Marilyn Monroe y Betty Grable, y Designing Woman (1957) con Gregory Peck. Interpretó a la protagonista femenina en Write on the Wind (1956), que se considera una de las películas fundamentales de Douglas Sirk. Actuó junto a Paul Newman en la película de misterio Harper de 1966. Coprotagonizó con John Wayne su última película The Shootist (1976) a pedido personal de Wayne. También trabajó en Broadway en musicales, ganando Premios Tony por Applause (1970) y Woman of the Year (1981). Por su actuación en The Mirror Has Two Faces (1996) ganó un Globo de Oro, un BAFTA y un premio SAG, y fue nominada a un Premio Óscar.
Durante la etapa final de su carrera, obtuvo un nuevo éxito entre un público más joven con importantes papeles secundarios en las películas Misery (1990), Dogville (2003) y los doblajes en inglés de las películas animadas Howl no Ugoku Shiro (2004) y Ernest y Célestine (2012).

## Biografía y carrera artística

### 1924-1940: Primeros años y educación
Lauren Bacall nació como Betty Joan Perske el 16 de septiembre de 1924 en El Bronx, Nueva York, la única hija de Natalie (de soltera Weinstein-Bacal; 1901-1969), una secretaria que luego cambió legalmente su apellido a Bacal, y William Perske (1889-1982), que trabajaba en ventas. Ambos padres eran judíos. Su madre emigró de Iași, Rumania a través de Ellis Island. Su padre nació en Nueva Jersey de padres nacidos en Valozhyn, una comunidad predominantemente judía en la actual Bielorrusia.
Los padres de Bacall se divorciaron cuando ella tenía cinco años, después de lo cual ya no volvió a ver a su padre. Más tarde tomó la forma rumana del apellido de su madre, Bacall. Era cercana a su madre, quien se volvió a casar con Lee Goldberg y se mudó a California después de que Bacall se convirtiera en una estrella. A través de su padre, Bacall era pariente de Shimon Peres (nacido Szymon Perski), el octavo primer ministro y noveno presidente de Israel. Peres no supo de la relación hasta que Bacall se lo dijo.
La familia de Bacall se mudó poco después de su nacimiento a Ocean Parkway en Brooklyn. El dinero de una familia adinerada le permitió a Bacall asistir a la escuela en el internado para niñas Highland Manor en Tarrytown, Nueva York, un internado privado fundado por el filántropo Eugene Heitler Lehman, y en la Julia Richman High School en Manhattan.

### 1941-1943: Carrera temprana y modelaje

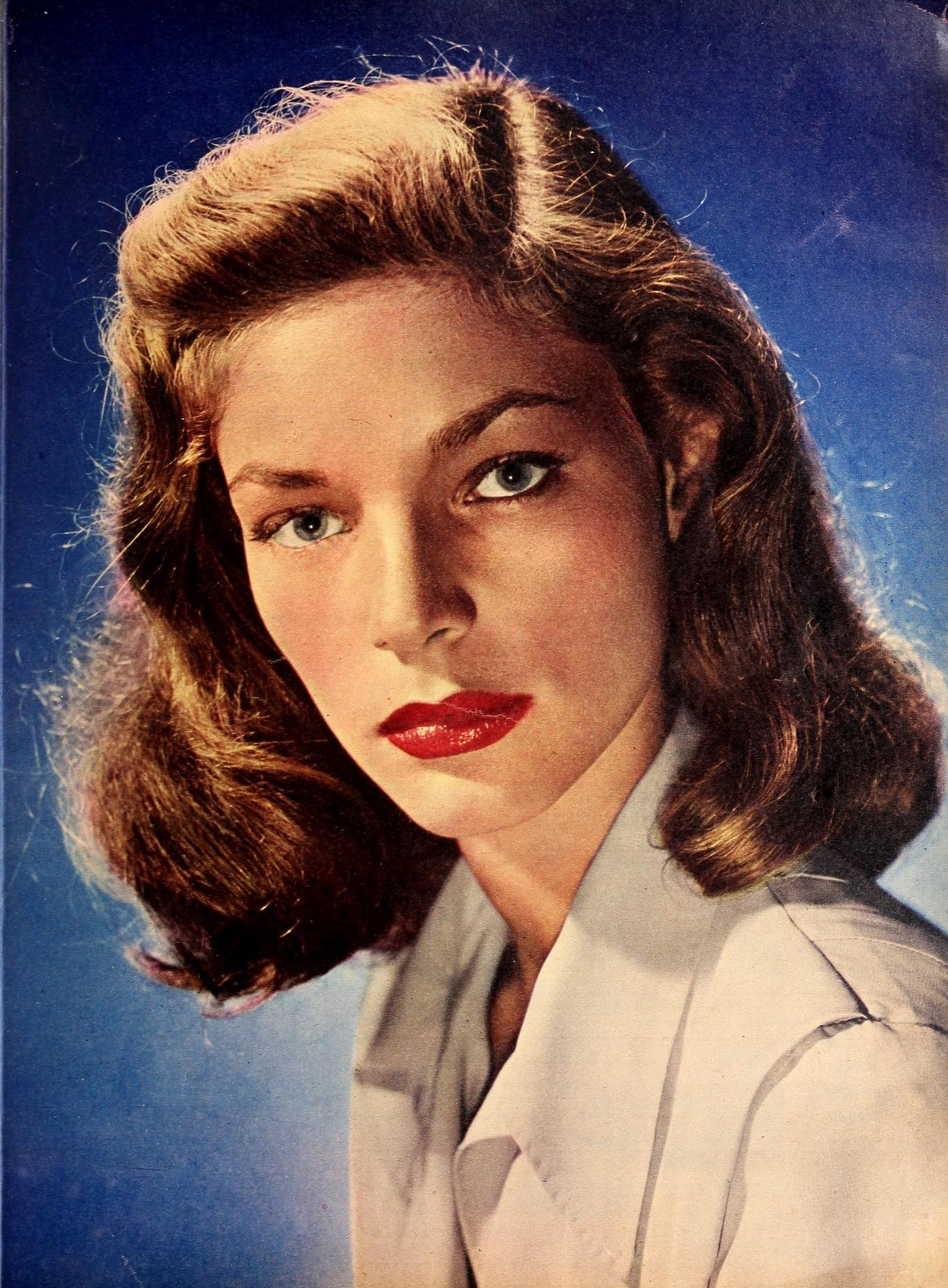
Bacall fotografiada por László Willinger en 1946.

En 1941, Bacall tomó lecciones en la Academia Estadounidense de Artes Dramáticas en Nueva York, donde salió con su compañero de clase Kirk Douglas. Trabajó como ujier de teatro en el St. James Theatre y como modelo de moda en grandes almacenes.
Hizo su debut actoral en Broadway en 1942 a los 17 años como actriz en Johnny 2 X 4. Para entonces, vivía con su madre en 75 Bank Street, y en 1942 fue coronada Miss Greenwich Village.
Como modelo adolescente, Bacall apareció en la portada de Harper's Bazaar y en revistas como Vogue. Un artículo de 1948 en la revista Life se refirió a su «gracia felina, cabello rubio rojizo y ojos azul verdosos». Como naturalmente tenía una voz aguda y nasal, recibió lecciones para ayudarla a profundizarla y fue obligada a gritar versos de Shakespeare durante horas todos los días como parte de su entrenamiento.
Aunque a menudo se atribuye a Diana Vreeland el descubrimiento de Bacall para Harper's Bazaar, de hecho, fue Nicolas de Gunzburg quien introdujo a Bacall en Vreeland. Había conocido a Bacall por primera vez en un club de Nueva York llamado Tony's, donde De Gunzburg sugirió que Bacall visitara su oficina de Harper's Bazaar al día siguiente. Luego se la entregó a Vreeland, quien arregló que Louise Dahl-Wolfe filmara a Bacall en Kodachrome para la portada de marzo de 1943.
La portada de Harper's Bazaar llamó la atención de «Slim» Keith, la esposa del productor y director de Hollywood Howard Hawks. Keith instó a su esposo a invitar a Bacall a realizar una prueba de pantalla para su próxima película Tener y no tener. Hawks le pidió a su secretaria que buscara más información sobre Bacall, pero la secretaria no entendió bien y le envió a Bacall un boleto para viajar a Hollywood para la audición.

### 1944-1949:Tener y no tenery estrellato en el cine negro

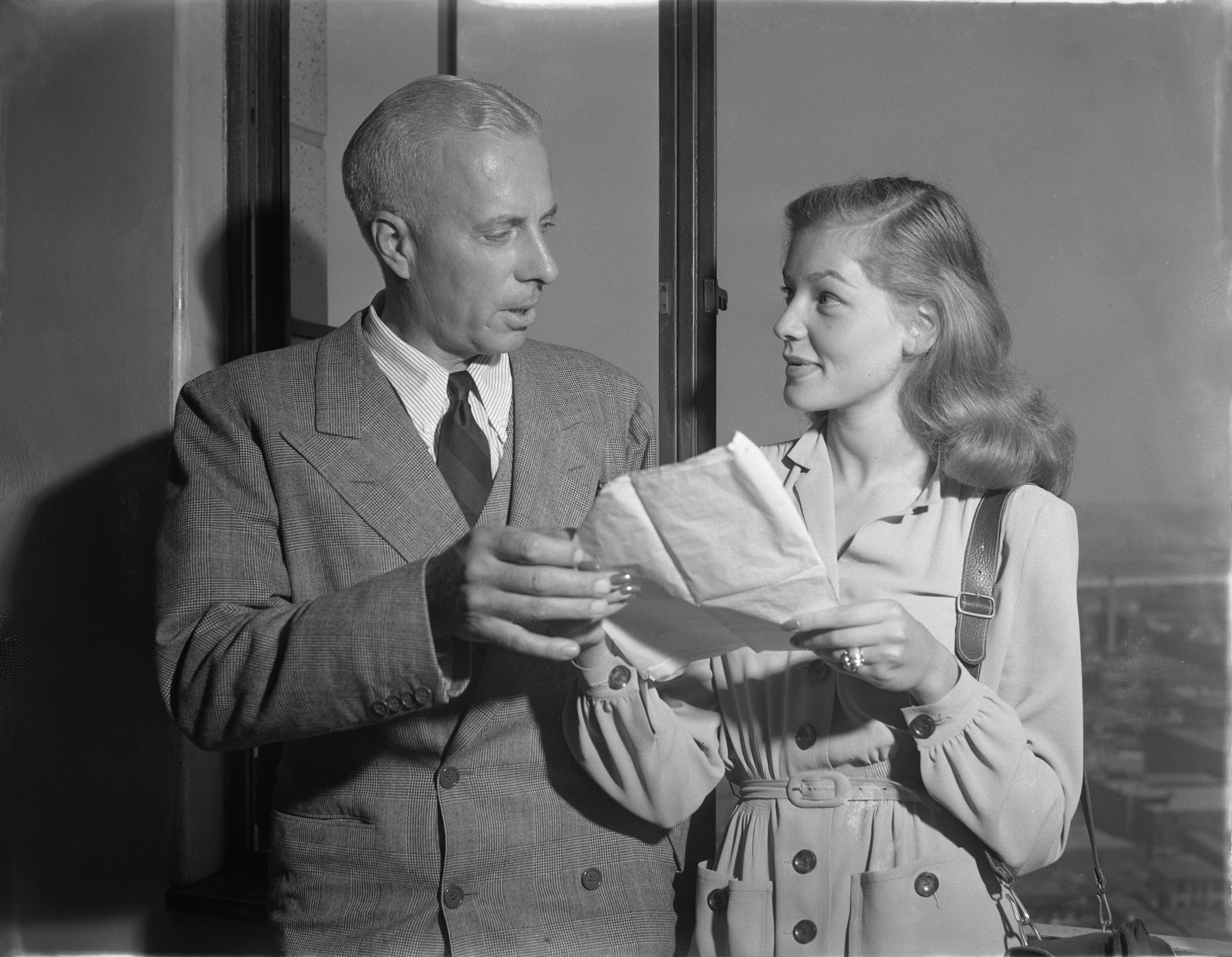
Howard Hawks y Bacall en 1943.

Después de conocer a Bacall en Hollywood, Hawks la firmó de inmediato con un contrato de siete años con un salario semanal de $100 y comenzó personalmente a administrar su carrera. Cambió su primer nombre a Lauren, y ella eligió Bacall, una variante del apellido de soltera de su madre, como su apellido de pantalla. Slim Hawks también tomó a Bacall bajo su ala, vistiendo a Bacall con estilo y guiándola en cuestiones de elegancia, modales y gusto. A sugerencia de Hawks, un entrenador de voz entrenó a Bacall para hablar con una voz más baja y profunda en lugar de su voz nasal normalmente aguda. Como parte de su entrenamiento, a Bacall se le pidió que gritara versos de Shakespeare durante horas todos los días. Su voz fue caracterizada como un «gruñido sexual ahumado» por la mayoría de los críticos y un «ronroneo gutural» de la era. Bacall medía 5 pies 8 1⁄2 pulgadas (1,74 metros), inusualmente alto para las actrices de la época.

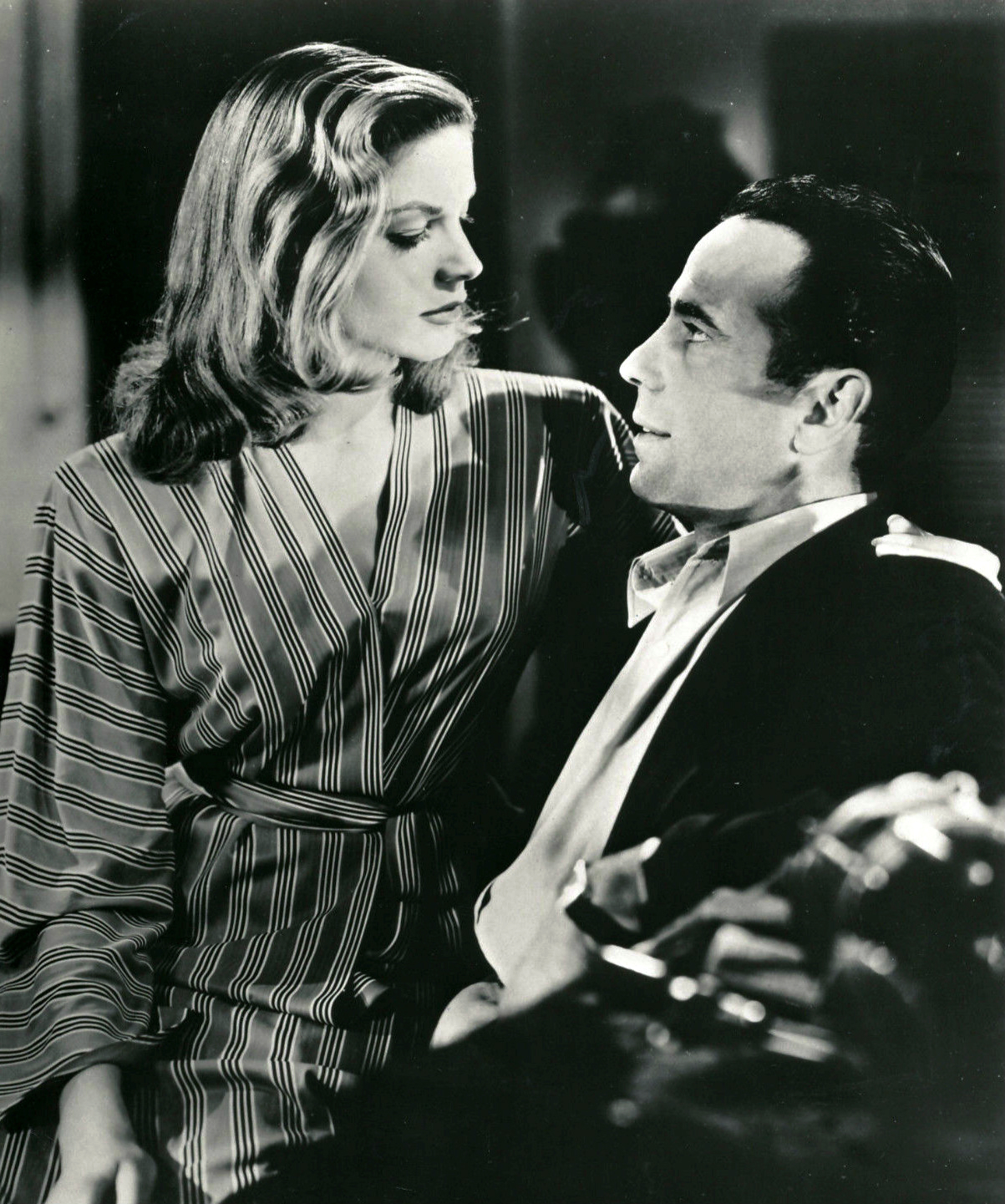
Bacall con Humphrey Bogart en Tener y no tener (1944).

Durante sus pruebas de pantalla para Tener y no tener (1944), Bacall estaba tan nerviosa que, para minimizar su temblor, presionó la barbilla contra el pecho, miró a la cámara e inclinó los ojos hacia arriba. Este efecto, que llegó a conocerse como «The Look», se convirtió en otra marca registrada de Bacall, junto con su sensual voz.
El personaje de Bacall en la película usó el apodo de Slim Hawks, «Slim», y Bogart usó el apodo de Howard Hawks «Steve». La química en el set entre los dos fue inmediata, según Bacall. Ella y Bogart, quien estaba casado con Mayo Methot, comenzaron una relación romántica varias semanas después del rodaje.
El papel de Bacall en el guion era originalmente mucho más pequeño, pero durante la producción, la parte fue revisada y ampliada varias veces. Después de su lanzamiento, Tener y no tener catapultó a Bacall al estrellato instantáneo, y su actuación se convirtió en la piedra angular de su imagen de estrella que se extendió a la cultura popular en general, incluso influyendo en la moda, así como en cineastas y otros actores.

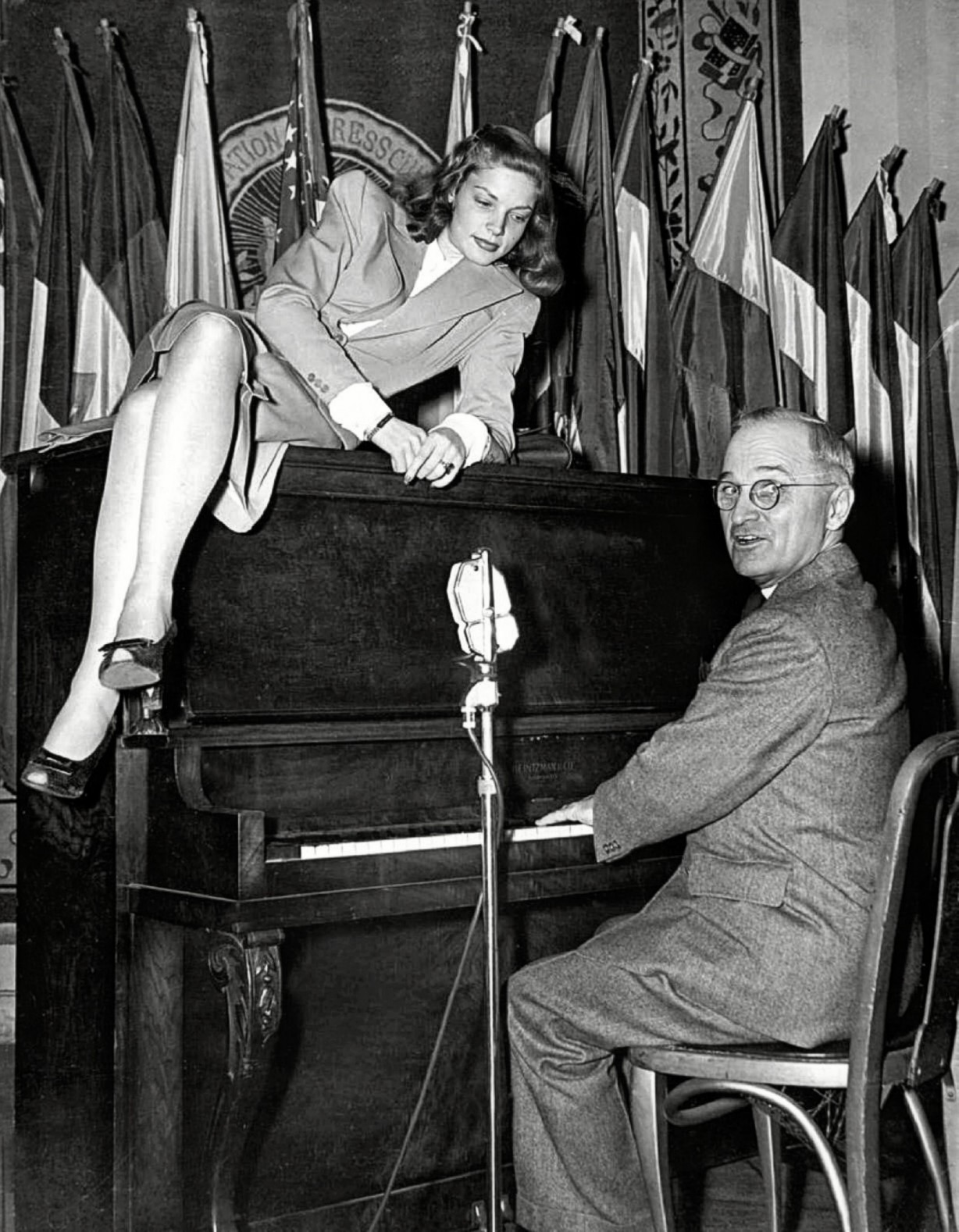
Bacall, de 20 años, descansa sobre el piano mientras el vicepresidente Harry S. Truman toca para los militares en el National Press Club Canteen en Washington D. C. (10 de febrero de 1945).

Warner Bros. lanzó una extensa campaña de marketing para promocionar la película y establecer a Bacall como una estrella de cine. Como parte del impulso de las relaciones públicas, Bacall visitó el National Press Club en Washington D. C. el 10 de febrero de 1945 y se sentó en un piano mientras el vicepresidente Harry S. Truman lo tocaba.
Después de Tener y no tener, Bacall apareció con Charles Boyer en Confidential Agent (1945), que fue mal recibido por la crítica. Según su propia estimación, había sido terriblemente mal interpretada y la película podría haber causado un daño considerable a su carrera, pero su próxima actuación como la misteriosa Vivian Rutledge de lengua ácida en la película negra de Hawks The Big Sleep (1946), coprotagonizada por Bogart, proporcionó un rápido resurgimiento de la carrera.
The Big Sleep sentó las bases para el estatus de Bacall como ícono del cine negro, con el que estaría fuertemente asociada por el resto de su carrera. A menudo la eligieron para papeles que eran variaciones del personaje independiente y sensual de mujer fatal de Vivian. Como lo describe el estudioso del cine Joe McElhaney, «Vivian muestra un dominio casi total de los movimientos y los gestos. Nunca gatea».
Bacall fue elegida con Bogart en dos películas más. En la película negra Dark Passage (1947), interpretó a una enigmática artista de San Francisco. Bosley Crowther de The New York Times escribió: «Miss Bacall [...] genera bastante presión como una chica de ojos agudos que sabe lo que quiere». Bacall apareció en la película de suspenso melodramática de John Huston Key Largo (1948) con Bogart, Edward G. Robinson y Lionel Barrymore. En la película, según la crítica de cine Jessica Kiang, «Bacall aporta un toque de ambivalencia e independencia al papel que hace que su personaje sea mucho más interesante de lo que estaba escrito».

### 1950-1959:How to Marry a Millionairey paso a las comedias

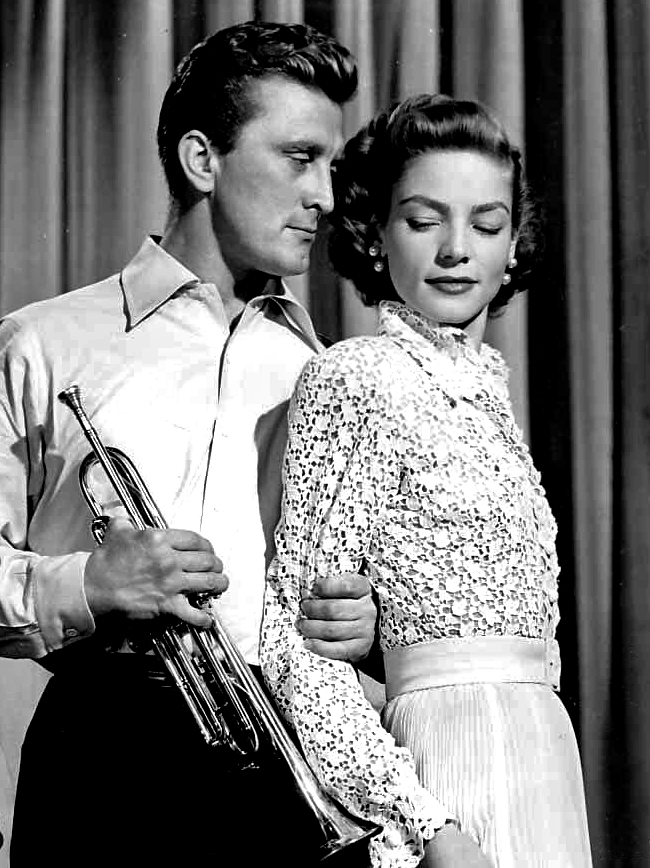
Bacall junto a Kirk Douglas en la película Young Man with a Horn (1950).

Bacall rechazó los guiones que no le parecieron interesantes y, por lo tanto, se ganó la reputación de difícil. Sin embargo, consolidó aún más su estatus de estrella en la década de 1950 al aparecer como la protagonista principal en una serie de películas que obtuvieron críticas favorables.
Bacall fue elegida con Gary Cooper en Bright Leaf (1950) y como una mujer fatal de dos caras en Young Man with a Horn (1950), un musical de jazz coprotagonizado por Kirk Douglas, Doris Day y Hoagy Carmichael.
De 1951 a 1952, Bacall coprotagonizó con Bogart la serie de radio de acción y aventuras sindicada Bold Venture.
Bacall protagonizó la primera comedia de CinemaScope, How to Marry a Millionaire (1953), un gran éxito entre la crítica y la taquilla que fue dirigida por Jean Negulesco. Recibió avisos positivos por su papel como la ingeniosa cazafortunas Schatze Page. «Los primeros honores en propagar la alegría son para Miss Bacall», escribió Alton Cook en el New York World-Telegram & Sun, «la más inteligente y depredadora del trío, toma el control total de cada escena con su pronunciación ácida de líneas viciosamente ingeniosas».
Después del éxito de How to Marry a Millionaire, Bacall declinó la oportunidad de imprimir sus huellas de manos y pies en la famosa explanada de cemento del Grauman's Chinese Theatre. Ella sintió que «cualquiera con una apertura de imagen podría estar representada allí, los estándares habían bajado tanto» y no sintió que aún hubiera alcanzado el estatus de una estrella importante, y por lo tanto no era digno del honor: «Quiero sentir que me he ganado mi lugar con lo mejor que ha producido mi negocio».: 236 

Marilyn Monroe, Betty Grable y Bacall en How to Marry a Millionaire (1953).

Bacall estaba bajo contrato con 20th Century-Fox. Después de How to Marry a Millionaire, apareció en otra comedia de CinemaScope dirigida por Negulesco, Woman's World (1954), que no logró igualar el éxito de taquilla de su predecesora.
Una versión televisiva del primer éxito cinematográfico de Bogart, The Petrified Forest, se realizó como una entrega en vivo de 1955 de la antología dramática semanal Producers 'Showcase, con Bogart en su papel original de Duke Mantee y protagonizada por Bacall y Henry Fonda. A fines de la década de 1990, Bacall donó el único kinescopio conocido de la actuación al Museo de Televisión y Radio (ahora Paley Center for Media), donde permanece archivado para su visualización en la ciudad de Nueva York y Los Ángeles.
Bacall protagonizó dos largometrajes, The Cobweb y Blood Alley, ambos estrenados en 1955. Dirigida por Vincente Minnelli, The Cobweb tiene lugar en una institución mental donde el personaje de Bacall trabaja como terapeuta. Fue su segunda colaboración con Charles Boyer, y la película también está protagonizada por Richard Widmark y Lillian Gish. Un crítico del New York Times escribió: «En los únicos dos papeles realmente comprensivos, el Sr. Widmark es excelente y la Srta. Bacall astutamente minimiza».

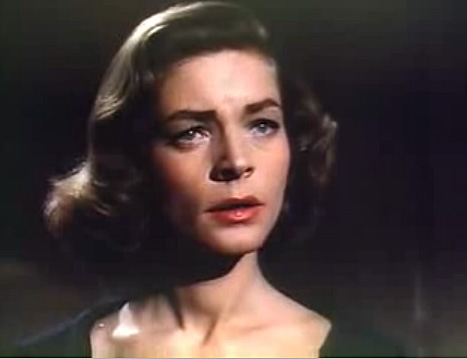
Bacall en la película Written on the Wind (1956).

Muchos estudiosos del cine consideran Written on the Wind (1956), dirigida por Douglas Sirk, un melodrama histórico. Apareciendo con Rock Hudson, Dorothy Malone y Robert Stack, Bacall interpreta a una mujer de carrera cuya vida cambia inesperadamente por una familia de magnates del petróleo. Bacall escribió en su autobiografía que no pensaba mucho en su papel, pero las críticas fueron favorables. Variety escribió: «Bacall se registra fuertemente como una chica sensata arrastrada a la locura de la familia petrolera».
Mientras apoyaba a Bogart mientras sufría de cáncer de esófago terminal, Bacall protagonizó con Gregory Peck Designing Woman (1957) con críticas sólidas. La comedia musical fue su segundo largometraje dirigido por Minnelli y se estrenó en Nueva York el 16 de mayo de 1957, cuatro meses después de la muerte de Bogart el 14 de enero.
Bacall apareció en dos películas más en la década de 1950: el melodrama dirigido por Negulesco The Gift of Love (1958) con Robert Stack y la película de aventuras británica North West Frontier (1959), que fue un éxito de taquilla.

### 1960-1970: Musicales en Broadway y películas instantáneas
Bacall se vio en solo un puñado de películas en la década de 1960. Actuó en Broadway en Goodbye, Charlie en 1959 y tuvo una exitosa carrera teatral en Cactus Flower (1965), Applause (1970) y Woman of the Year (1981). Ganó Premios Tony por sus actuaciones en Applause y Woman of the Year.
Applause fue una versión musical de la película All About Eve (1950), protagonizada por Bette Davis, el ídolo de Bacall cuando era niña. Una Bacall joven y desconocida había conocido a Davis años antes en Nueva York. Después de una interpretación de Applause, Davis visitó a Bacall entre bastidores y le dijo: «Eres la única que podría haber interpretado el papel». Bacall más tarde ganaría el premio Sarah Siddons en 1972 y 1984, un premio inspirado en el trofeo ficticio en All About Eve.
Las pocas películas en las que apareció Bacall durante este período fueron vehículos estelares como Sex and the Single Girl (1964) con Henry Fonda, Tony Curtis y Natalie Wood; Harper (1966) con Paul Newman, Shelley Winters, Julie Harris, Robert Wagner y Janet Leigh; y Murder on the Orient Express (1974), con Ingrid Bergman, Albert Finney, Vanessa Redgrave, Martin Balsam and Sean Connery.[cita requerida]
En 1964, Bacall apareció en dos episodios de Mr. Broadway de Craig Stevens: primero en «Take a Walk Through a Cemetery» con su esposo Jason Robards, Jr., y luego como Barbara Lake en el episodio «Something to Sing About» con Balsam.
En 1976, Bacall coprotagonizó The Shootist con John Wayne, con quien había trabajado en Blood Alley (1955).

### Década de 1980
Bacall apareció en la comedia Health (1980) de Robert Altman, que atravesó un proceso problemático de estreno después del cambio de la alta dirección en 20th Century-Fox y tuvo un estreno muy limitado en los cines. Al año siguiente, apareció en el thriller The Fan (1981). La película recibió críticas mixtas, especialmente tras el reciente asesinato de John Lennon y las similitudes de la trama con el hecho real, pero la actuación de Bacall obtuvo una acogida favorable. La revista Variety escribió que Bacall y el director Edward Bianchi «hacen que a la audiencia le importe lo que le sucede» a su personaje.
Bacall se tomó una pausa de siete años de las películas para actuar en el escenario en Woman of the Year (1981) con su coprotagonista Harry Guardino, por la que ganó su segundo Premio Tony a la mejor actriz en un musical, y otros espectáculos como una adaptación de 1985 de Sweet Bird of Youth de Tennessee Williams bajo la dirección de Harold Pinter. Regresó al cine en 1988 con papeles secundarios en Mr. North de Danny Huston y Appointment with Death de Michael Winner. También protagonizó el thriller británico Tree of Hands (1989), basado en una novela de Ruth Rendell, y una adaptación televisiva del clásico de 1933 Dinner at Eight para Turner Television.

### Década de 1990
En 1990, Bacall asumió un papel pequeño pero central como agente de James Caan en Misery de Rob Reiner, basada en la novela homónima de Stephen King, y un papel importante en la película para televisión británica A Little Piece of Sunshine, basada en una novela de John le Carré. Al año siguiente, Bacall interpretó el papel principal en la película independiente A Star for Two (1991) con Anthony Quinn, Lila Kedrova y Jean-Pierre Aumont, y desempeñó un papel secundario en All I Want for Christmas (1991).
En 1993, Bacall estuvo muy activa en televisión, haciendo pareja nuevamente con su amigo de toda la vida Gregory Peck y su hija Cecilia Peck en la película para televisión de Arthur Penn The Portrait, y coprotagonizando con un elenco europeo estelar en A Foreign Field. Apareció en Prêt-à-Porter (1994) de Robert Altman, una película coral ambientada en París durante la semana de la moda. En 1995, interpretó el papel de su amiga Ingrid Bergman en From the Mixed-Up Files of Mrs. Basil E. Frankweiler, una nueva versión para televisión de la película de 1973 del mismo título. Años antes, Bergman había interpretado el papel en la versión cinematográfica de Cactus Flower (1969) que Bacall había interpretado en Broadway en 1965.[cita requerida]
1996 fue un año crucial para la carrera de Bacall. Fue elegida por Barbra Streisand para interpretar a su madre en la comedia romántica The Mirror Has Two Faces, también protagonizada por Jeff Bridges, George Segal y Brenda Vaccaro. Las críticas por su papel fueron positivas y, a los 72 años, fue nominada por primera vez al Premio Óscar a la mejor actriz de reparto, después de haber ganado el Globo de Oro. Se esperaba que ganara el Óscar, pero perdió ante Juliette Binoche por The English Patient.
Bacall recibió el Kennedy Center Honors en 1997, y fue votada como una de las 25 estrellas de cine femeninas más importantes de la historia en 1999 por el American Film Institute. Su carrera cinematográfica experimentó una especie de renacimiento, y atrajo noticias positivas por sus actuaciones en proyectos de alto perfil como Dogville (2003) y Birth (2004), ambos con Nicole Kidman, y en Howl no Ugoku Shiro (2004) como la bruja de los Residuos. Fue una actriz principal en The Walker (2007) de Paul Schrader.
En 1999, Bacall protagonizó en Broadway una reposición de Waiting in the Wings de Noël Coward. En la década de 2000, actuó como portavoz de la cadena de descuento Tuesday Morning y produjo una línea de joyería. También fue una celebridad portavoz del café High Point y la comida para gatos Fancy Feast. En marzo de 2006, presentó un montaje cinematográfico dedicado al cine negro en la 78.ª edición de los Premios Óscar. Hizo un cameo como ella misma en Los Soprano en el episodio de abril de 2006 «Luxury Lounge», durante el cual su personaje fue asaltado por Christopher Moltisanti (Michael Imperioli).

### 2006-2014: Años después

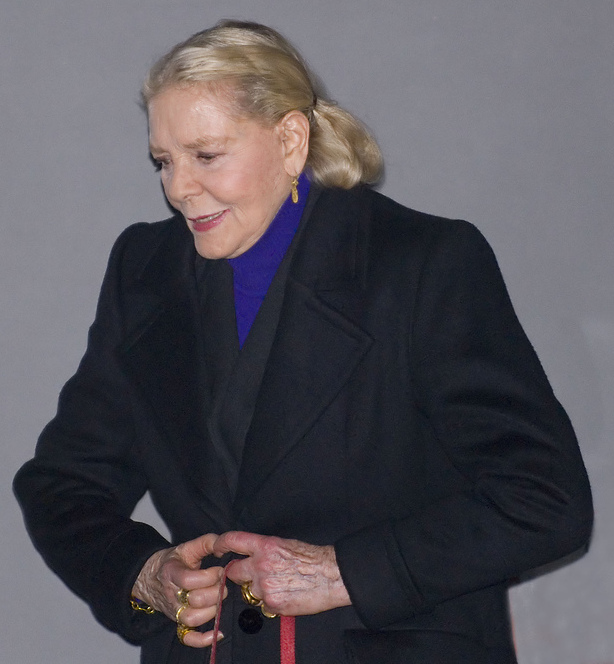
Bacall en una conferencia de prensa por The Walker en febrero de 2007.

En septiembre de 2006, Bryn Mawr College otorgó a Bacall su Medalla Katharine Hepburn, que reconoce a «mujeres cuyas vidas, trabajo y contribuciones encarnan la inteligencia, el impulso y la independencia» de Hepburn. Pronunció un discurso en el funeral de Arthur M. Schlesinger Jr. en el Reform Club de Londres en junio de 2007. Terminó su papel en The Forger en 2009. La Academia de Artes y Ciencias Cinematográficas otorgó un Óscar honorífico a Bacall en la inauguración de los Premios de los Gobernadores el 14 de noviembre de 2009.
En julio de 2013, Bacall expresó interés en la película Trouble Is My Business. En noviembre, se unió al elenco de voces dobladas al inglés para la película animada Ernest & Celestine de StudioCanal. Su último papel fue en 2014 como voz invitada en el episodio «Mom's the Word» de Family Guy.

## Vida personal

### Relaciones y familia

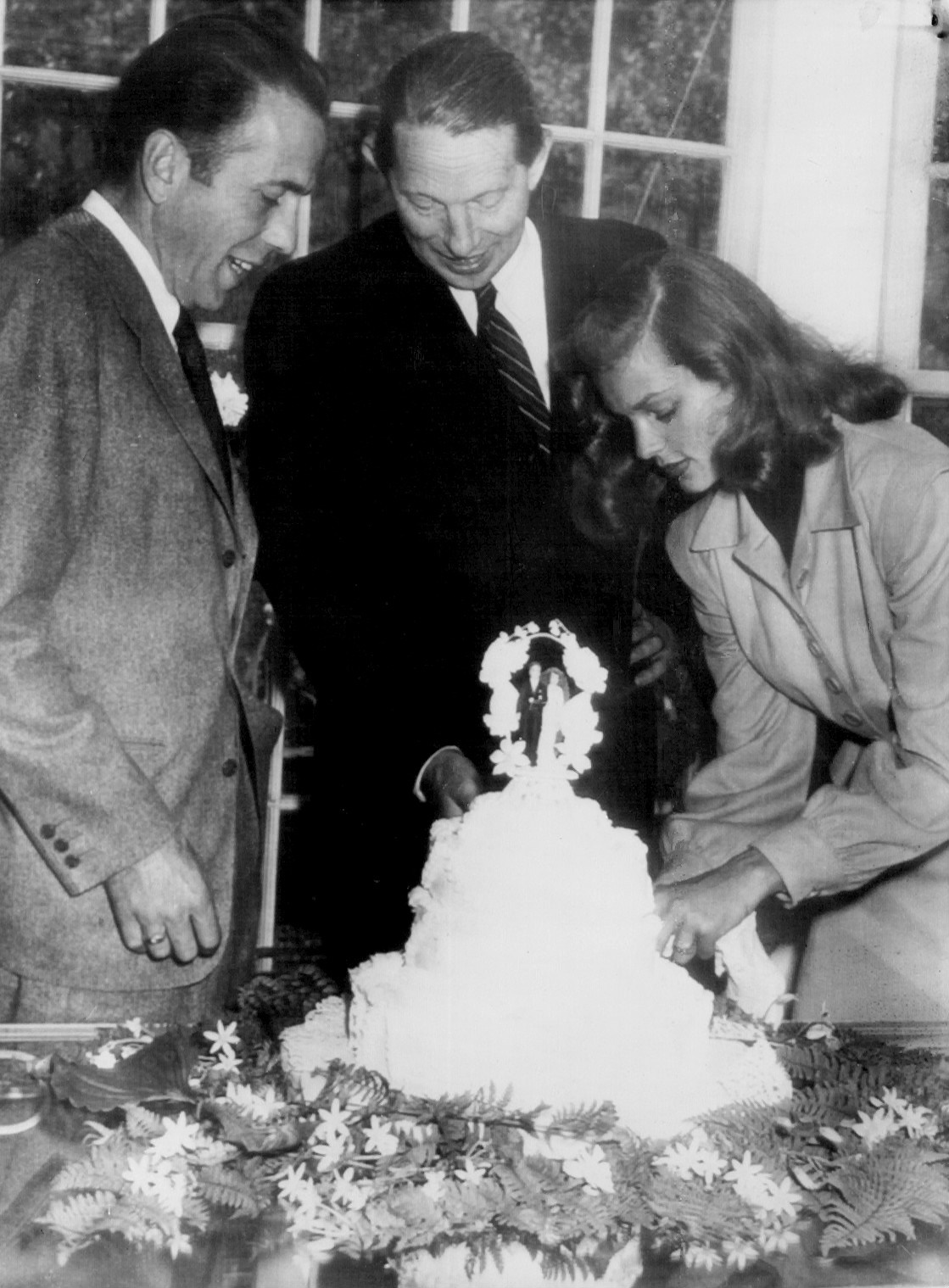
El padrino Louis Bromfield (centro) en la boda de Humphrey Bogart y Lauren Bacall en Malabar Farm (21 de mayo de 1945).

El 21 de mayo de 1945, Bacall se casó con Humphrey Bogart. Su boda y luna de miel tuvieron lugar en Malabar Farm, Lucas, Ohio, la casa de campo del autor ganador del Premio Pulitzer Louis Bromfield, un amigo cercano de Bogart. En el momento del censo de Estados Unidos de 1950, la pareja vivía en 2707 Benedict Canyon Drive en Beverly Hills con su hijo y su niñera. Bacall aparece como Betty Bogart. Estuvo casada con Bogart hasta su muerte en 1957.
Durante el rodaje de The African Queen (1951), Bacall y Bogart se hicieron amigos de Katharine Hepburn y Spencer Tracy. Comenzó a mezclarse en círculos no actorales y se hizo amiga del historiador Arthur Schlesinger Jr. y del periodista Alistair Cooke. En 1952, pronunció discursos de campaña para el candidato presidencial demócrata Adlai Stevenson. Junto con otras figuras de Hollywood, Bacall fue un fuerte oponente del macartismo.
Bacall tuvo una relación con Frank Sinatra después de la muerte de Bogart. Durante una entrevista con Robert Osborne de Turner Classic Movies, Bacall declaró que había terminado el romance, pero, en su autobiografía Lauren Bacall by Myself, escribió que Sinatra terminó la relación abruptamente después de molestarse porque su propuesta de matrimonio se había filtrado a la prensa, creyendo que Bacall era la responsable. Sin embargo, Bacall afirma en Lauren Bacall by Myself que cuando salió con su amigo Irving «Swifty» Lazar, se encontraron con la columnista de chismes Louella Parsons, a quien Lazar le reveló la noticia. Bacall escribió en By Myself que Sinatra solo descubrió la verdad años después.
Bacall luego conoció y comenzó una relación con Jason Robards. Originalmente, su boda estaba programada para el 16 de junio de 1961 en Viena, Austria. Los planes de boda se archivaron después de que las autoridades austriacas se negaran a otorgar a la pareja una licencia de matrimonio, debido a que Robards no pudo presentar los documentos de divorcio de su matrimonio anterior y Bacall no pudo presentar el certificado de defunción de Humphrey Bogart. También se les negó un matrimonio en Las Vegas, Nevada, debido a problemas de documentación similares. El 4 de julio de 1961, la pareja viajó a Ensenada, México, donde se casaron. La pareja se divorció en 1969. Según la autobiografía de Bacall, ella se divorció de Robards principalmente por su alcoholismo.
Bacall tuvo una relación romántica con su coprotagonista de Woman of the Year, Harry Guardino, a principios de la década de 1980.

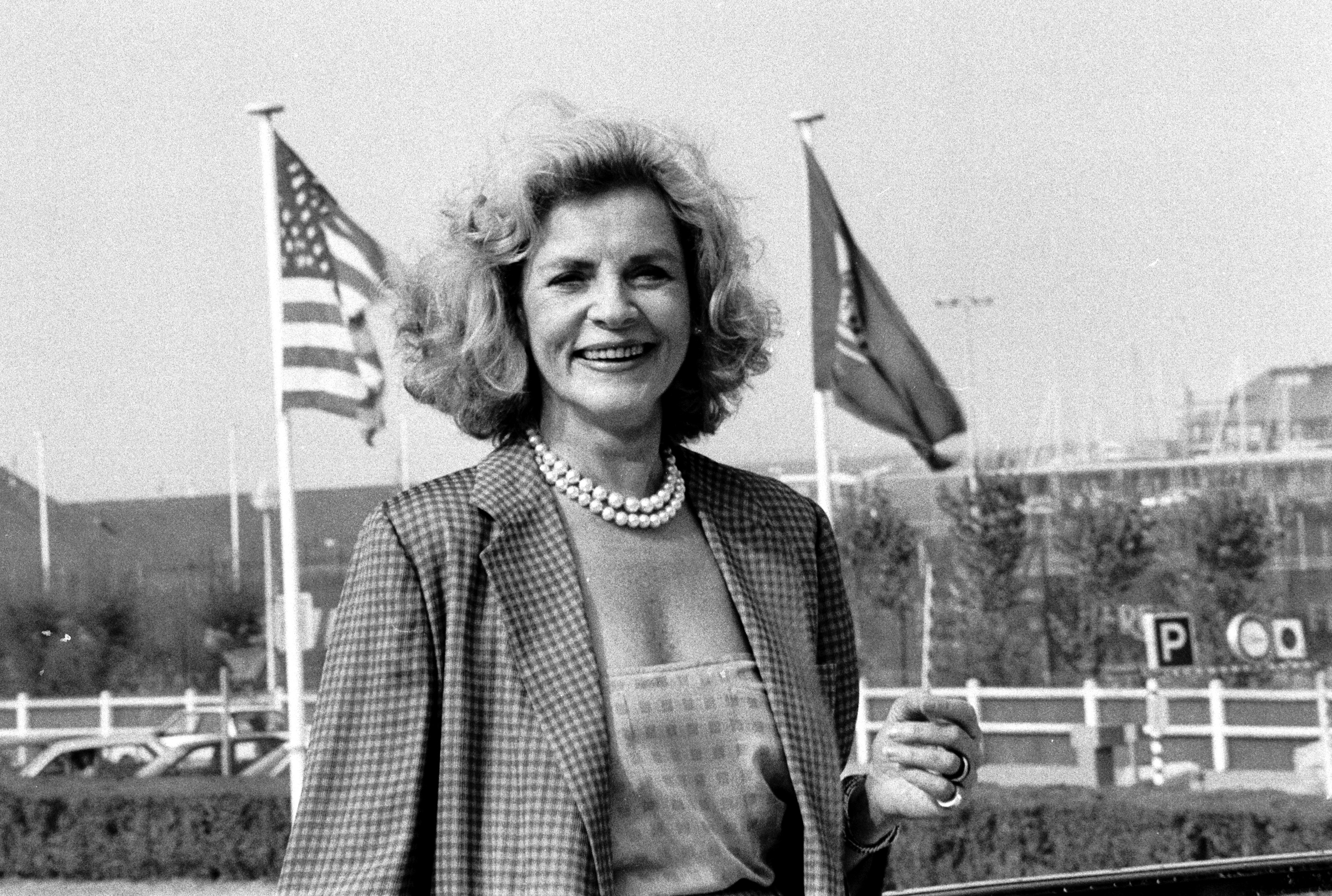
Bacall en el Festival de cine estadounidense de Deauville en 1989.

Bacall tuvo dos hijos con Bogart y uno con Robards. Su hijo Stephen Humphrey Bogart (nacido el 6 de enero de 1949) es un productor de noticias, documentalista y autor que lleva el nombre del personaje de Bogart en Tener y no tener. Su hija Leslie Howard Bogart (nacida el 23 de agosto de 1952) lleva el nombre del actor Leslie Howard. Enfermera e instructora de yoga, está casada con Erich Schiffmann. En sus memorias de 1995, Stephen Bogart escribió: «Mi madre era una judía no practicante y mi padre era un episcopal no practicante», y que él y su hermana se criaron como episcopales «porque mi madre sintió que eso nos facilitaría la vida a Leslie y a mí durante esos años posteriores a la Segunda Guerra Mundial». Sam Robards (nacido el 16 de diciembre de 1961), el hijo de Bacall con Robards, es actor.
Bacall escribió dos autobiografías, Lauren Bacall by Myself (1978) y Now (1994). En 2006, el primer volumen de Lauren Bacall by Myself se reimprimió como By Myself and Then Some con un capítulo adicional.
En una entrevista de 1996, Bacall, reflexionando sobre su vida, le dijo al entrevistador Jeremy Isaacs que había tenido suerte:

Tuve un gran matrimonio, tengo tres grandes hijos y cuatro nietos. Todavía estoy viva. Todavía puedo funcionar. Todavía puedo trabajar [...] Simplemente aprendes a lidiar con lo que sea que tengas que enfrentar. Pasé mi infancia en Nueva York, viajando en subterráneos y autobuses. ¿Y sabes lo que aprendes si eres neoyorquino? El mundo no te debe nada.

### Puntos de vista políticos

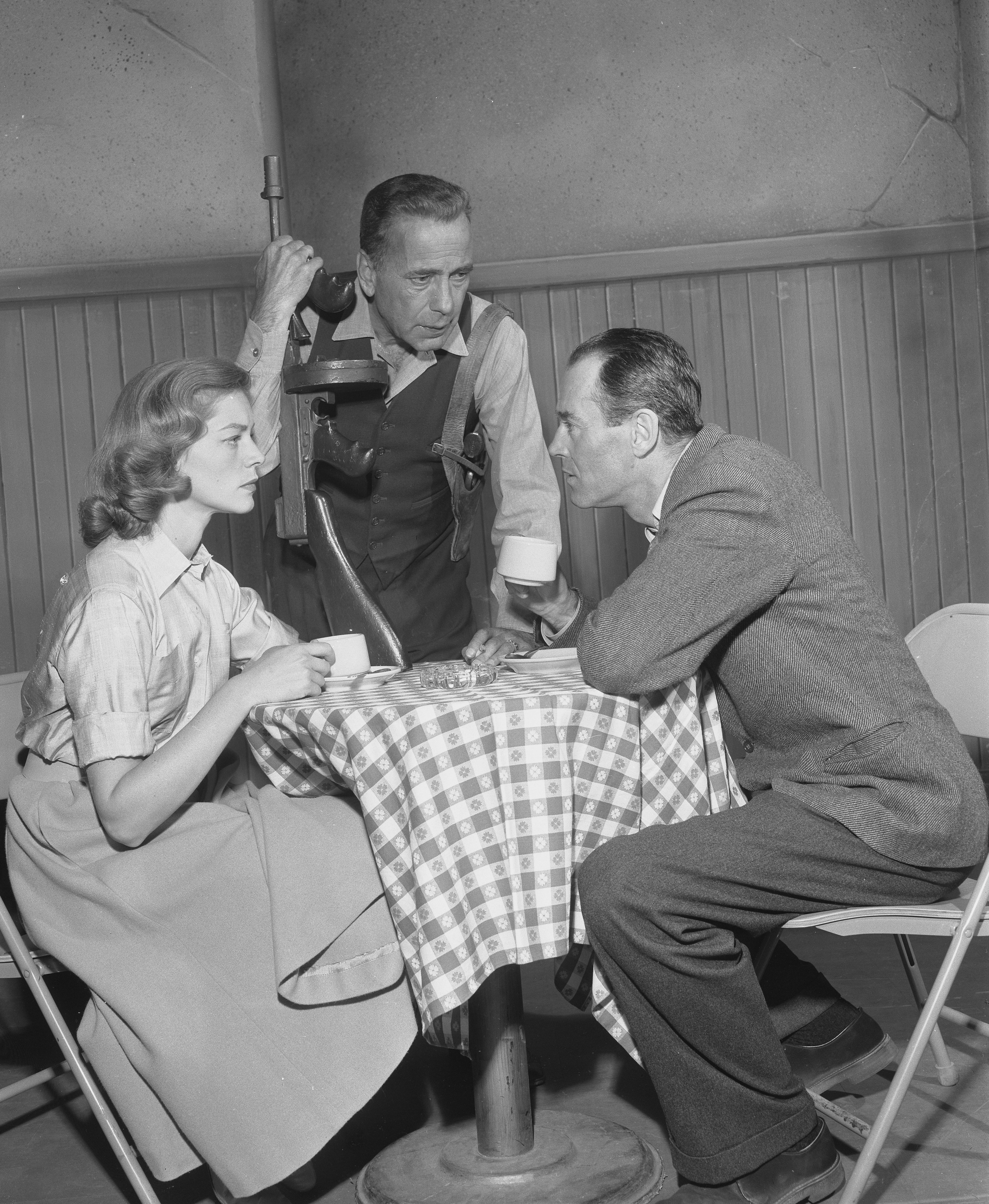
Bacall, Humphrey Bogart y Henry Fonda en una versión de televisión en color en vivo de The Petrified Forest en 1955.

Bacall era una demócrata liberal acérrima y proclamó sus puntos de vista políticos en numerosas ocasiones. Bacall y Bogart se encontraban entre unas 80 personalidades de Hollywood que enviaron un telegrama en protesta por las investigaciones del Comité de Actividades Antiestadounidenses de la Cámara de Representantes sobre estadounidenses sospechosos de adherirse al comunismo. El telegrama decía que investigar las creencias políticas de los individuos violaba los principios básicos de la democracia estadounidense. En octubre de 1947, Bacall y Bogart viajaron a Washington D. C., junto con otras estrellas de Hollywood en un grupo que se autodenominó Comité por la Primera Enmienda (CFA), que también incluía a Danny Kaye, John Garfield, Gene Kelly, John Huston, Groucho Marx, Olivia De Havilland, Ira Gershwin y Jane Wyatt.
Apareció junto a Humphrey Bogart en una fotografía impresa al final de un artículo que escribió, titulado «No soy comunista», en la edición de mayo de 1948 de la revista Photoplay, escrito para contrarrestar la publicidad negativa resultante de su aparición ante el Comité de la Cámara. Bogart y Bacall se distanciaron de los Diez de Hollywood y dijeron: «Estamos tan a favor del comunismo como J. Edgar Hoover».
Bacall hizo campaña por el candidato demócrata Adlai Stevenson en las elecciones presidenciales de 1952, lo acompañó en caravanas junto con Bogart y voló hacia el este para ayudar en las últimas vueltas de la campaña de Stevenson en Nueva York y Chicago. También hizo campaña a favor de Robert F. Kennedy en su candidatura de 1964 al Senado de los Estados Unidos.
En una entrevista de 2005 con Larry King, Bacall se describió a sí misma como «antirrepublicana [...] Una liberal. La palabra L». Agregó que «ser liberal es lo mejor que puedes ser en la Tierra. Das la bienvenida a todos cuando eres liberal. No tienes una mente pequeña».

### Fallecimiento
Bacall murió el 12 de agosto de 2014, un mes antes de cumplir 90 años, en su antiguo apartamento en The Dakota, el edificio Upper West Side cerca de Central Park en Manhattan. Según su nieto Jamie Bogart, Bacall murió después de sufrir un derrame cerebral masivo. Se confirmó su muerte en el New York-Presbyterian Hospital.
Bacall tenía un patrimonio estimado de $26,6 millones. La mayor parte de su patrimonio se dividió entre sus tres hijos: Leslie Bogart, Stephen Humphrey Bogart y Sam Robards. Además, Bacall dejó $250 000 a cada uno de sus nietos más jóvenes, los hijos de Sam Robards, para la universidad.

## Filmografía

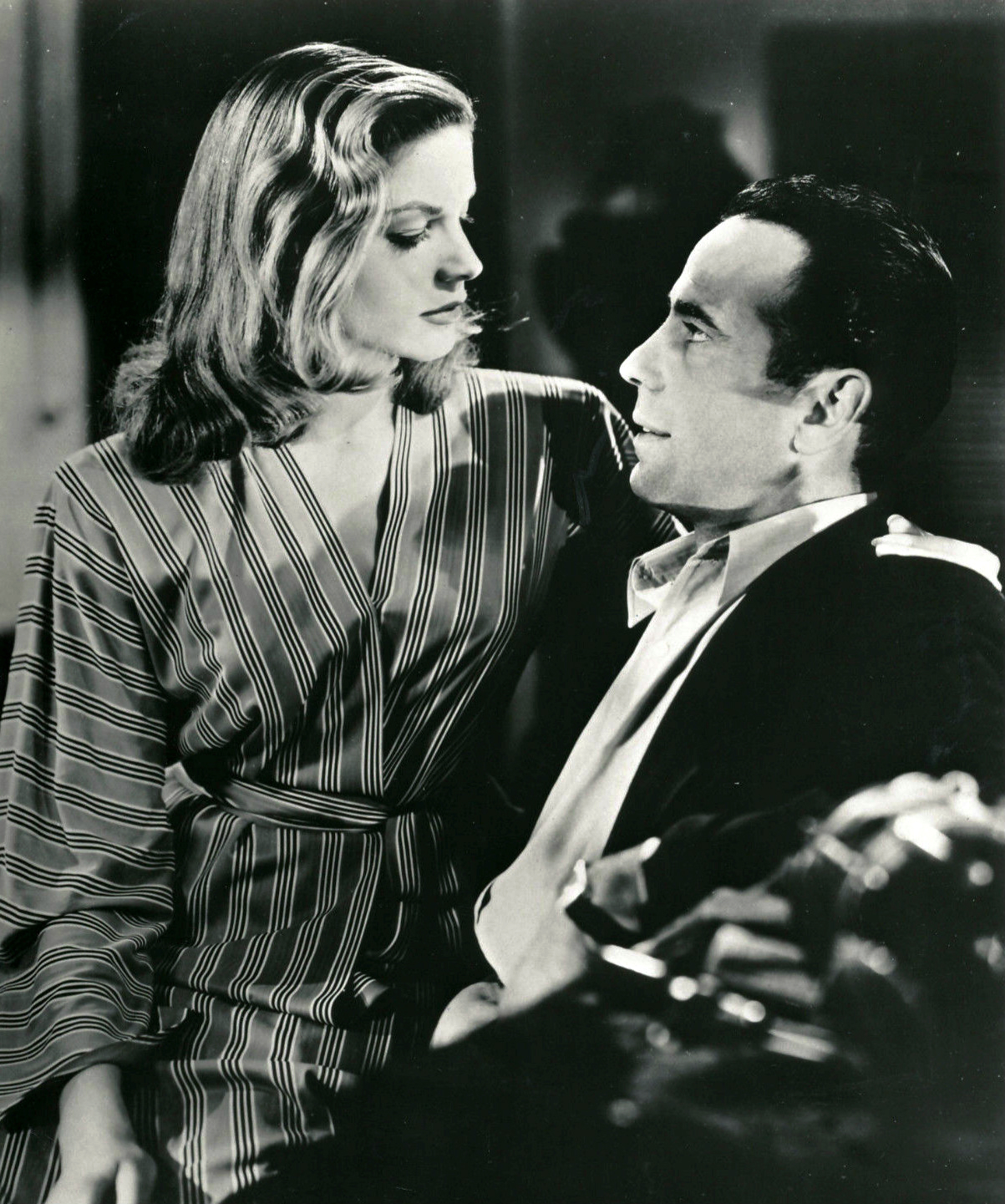
En Tener y no tener con Humphrey Bogart (1944).

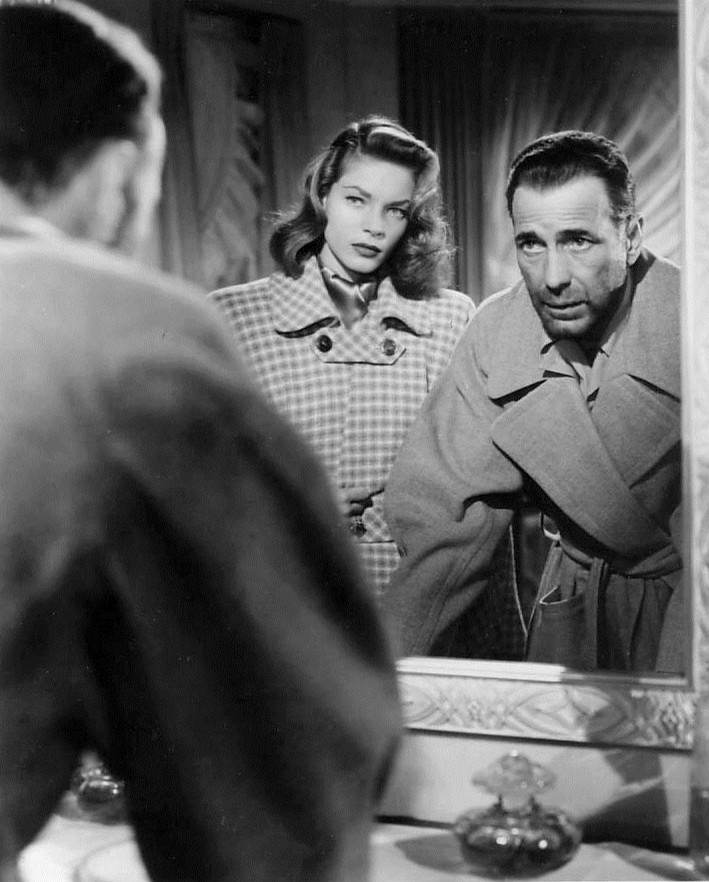
En La senda tenebrosa con Humphrey Bogart (1947).

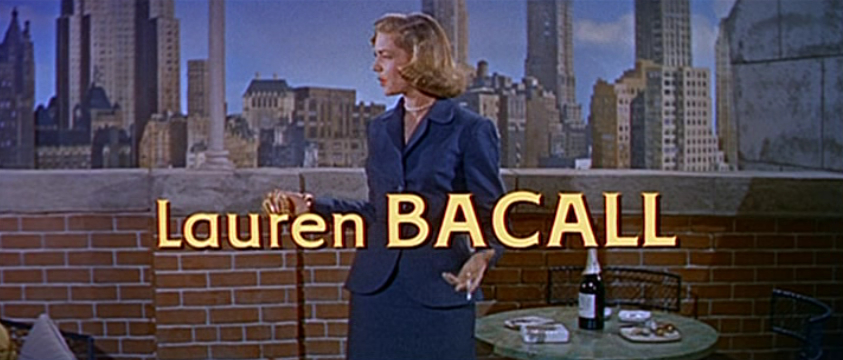
En How to Marry a Millionaire (1953).

| Año  | Título                             | Personaje                    | Ref.    |
| ---- | ---------------------------------- | ---------------------------- | ------- |
| 1944 | Tener y no tener                   | Marie «Slim» Browning        |         |
| 1945 | Confidential Agent                 | Rose Cullen                  |         |
| 1946 | Two Guys from Milwaukee            | Ella misma (cameo)           |         |
| 1946 | The Big Sleep                      | Vivian Sternwood Rutledge    |         |
| 1947 | La senda tenebrosa                 | Irene Jansen                 |         |
| 1948 | Key Largo                          | Nora Temple                  |         |
| 1950 | Young Man with a Horn              | Amy North                    |         |
| 1950 | Bright Leaf                        | Sonia Kovac                  |         |
| 1953 | How to Marry a Millionaire         | Schatze Page                 |         |
| 1954 | Woman's World                      | Elizabeth Burns              | [ 105 ] |
| 1955 | La tela de araña                   | Meg Faversen Rinehart        |         |
| 1955 | Callejón sangriento                | Cathy Grainger               |         |
| 1956 | Escrito sobre el viento            | Lucy Moore Hadley            |         |
| 1957 | Designing Woman                    | Marilla Brown Hagen          |         |
| 1958 | The Gift of Love                   | Julie Beck                   |         |
| 1959 | North West Frontier                | Catherine Wyatt              |         |
| 1964 | Shock Treatment                    | Dra. Edwina Beighley         |         |
| 1964 | Sex and the Single Girl            | Sylvia Broderick             |         |
| 1966 | Harper                             | Elaine Sampson               |         |
| 1974 | Murder on the Orient Express       | Mrs. Harriet Belinda Hubbard |         |
| 1976 | The Shootist                       | Bond Rogers                  |         |
| 1980 | Health                             | Esther Brill                 |         |
| 1981 | The Fan                            | Sally Ross                   |         |
| 1988 | Appointment with Death             | Lady Westholme               | [ 106 ] |
| 1988 | Mr. North                          | Amelia Cranston              |         |
| 1989 | Tree of Hands                      | Marsha Archdale              | [ 107 ] |
| 1990 | Misery                             | Marcia Sindell               |         |
| 1991 | A Star for Two                     | Edwige                       |         |
| 1991 | All I Want for Christmas           | Lillian Brooks               | [ 108 ] |
| 1994 | Prêt-à-Porter                      | Slim Chrysler                |         |
| 1996 | The Mirror Has Two Faces           | Hannah Morgan                |         |
| 1996 | My Fellow Americans                | Margaret Kramer              |         |
| 1997 | Day and Night                      | Sonia                        | [ 109 ] |
| 1999 | Madeline: Lost in Paris            | Madame Lacroque (voz)        | [ 110 ] |
| 1999 | Diamonds                           | Sin-Dee                      |         |
| 1999 | The Venice Project                 | Condesa Camila Volta         | [ 111 ] |
| 1999 | Presence of Mind                   | Mado Remei                   |         |
| 2003 | Dogville                           | Ma Ginger                    |         |
| 2003 | Gone Dark                          | May Markham                  | [ 112 ] |
| 2004 | Howl no Ugoku Shiro                | Bruja del Páramo (voz)       | [ 108 ] |
| 2004 | Birth                              | Eleanor                      |         |
| 2005 | Manderlay                          | Mam                          |         |
| 2006 | These Foolish Things               | Dame Lydia                   | [ 113 ] |
| 2007 | The Walker                         | Natalie Van Miter            |         |
| 2008 | Scooby-Doo y el Rey de los Duendes | La Gran Bruja (voz)          | [ 114 ] |
| 2010 | Wide Blue Yonder                   | May                          | [ 115 ] |
| 2012 | Ernest y Célestine                 | La Gris (voz)                | [ 108 ] |
| 2012 | The Forger                         | Anne-Marie Cole              |         |

#### Documentales
- John Huston: The Man, the Movies, the Maverick[116] (1988)
- Get Bruce[117] (1999)
- A Conversation with Gregory Peck[118] (2000)

### Televisión

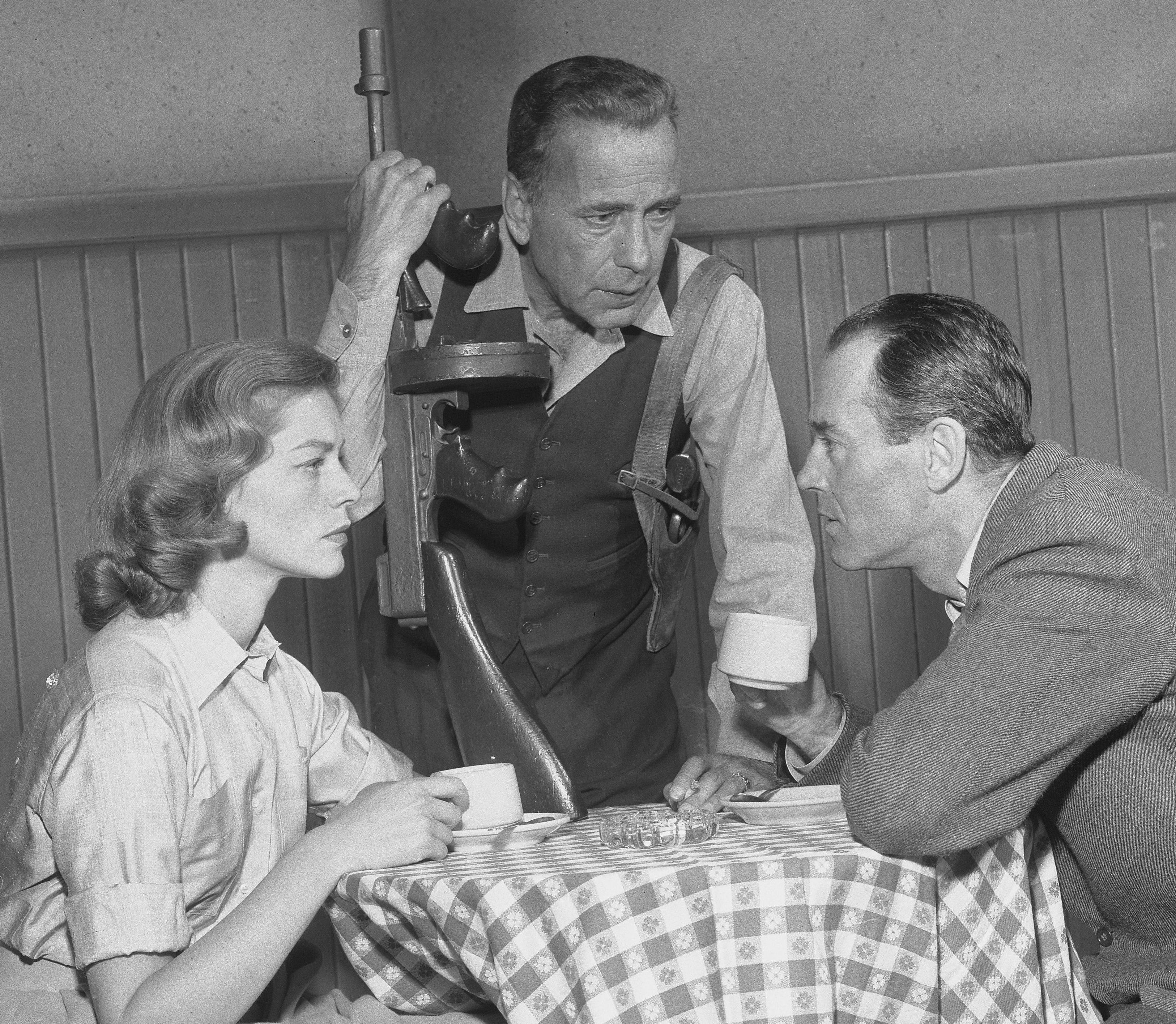
Con Humphrey Bogart (centro) y Henry Fonda en la obra televisiva The Petrified Forest (1956).

| Año  | Título                                               | Rol                              | Notas                                                                  | Ref.    |
| ---- | ---------------------------------------------------- | -------------------------------- | ---------------------------------------------------------------------- | ------- |
| 1953 | What's My Line?                                      | Ella misma – Invitado misterioso | 3 episodios                                                            | [ 119 ] |
| 1954 | Light's Diamond Jubilee                              | Ella misma – Estrella invitada   | Especial de televisión                                                 | [ 120 ] |
| 1955 | Producers' Showcase                                  | Gabby Maple                      | Episodio: «The Petrified Forest»                                       | [ 121 ] |
| 1956 | Ford Star Jubilee                                    | Elvira Condomine                 | Episodio: «Blithe Spirit»                                              |         |
| 1963 | DuPont Show of the Week                              | Lorraine Boswell                 | Episodio: «A Dozen Deadly Roses»                                       | [ 122 ] |
| 1963 | Dr. Kildare                                          | Virginia Herson                  | Episodio: «The Oracle»                                                 |         |
| 1964 | Mr. Broadway                                         | Barbara Lake                     | Episodes: «Take a Walk Through a Cemetery» & «Something to Sing About» | [ 123 ] |
| 1965 | Bob Hope Presents the Chrysler Theatre               | Amanda / Barbara                 | Episodio: «Double Jeopardy»                                            | [ 124 ] |
| 1973 | Applause                                             | Margo Channing                   | Telefilme (representación escénica grabada en vídeo)                   | [ 125 ] |
| 1975 | Happy Endings                                        | Catharine                        | Especial de televisión (segmento: «A Commercial Break»)                | [ 126 ] |
| 1978 | Perfect Gentlemen                                    | Lizzie Martin                    | Telefilme                                                              | [ 127 ] |
| 1979 | The Rockford Files                                   | Kendall Warren                   | Episodios: «Lions, Tigers, Monkeys and Dogs: Part 1 & 2»               | [ 128 ] |
| 1989 | Dinner at Eight                                      | Carlotta Vance                   | Telefilme                                                              |         |
| 1990 | A Little Piece of Sunshine                           | Beatrix Coltrane                 | Telefilme                                                              | [ 129 ] |
| 1991 | HBO Storybook Musicals                               | Freezelda (voz)                  | Episodio: «The Ice Queen's Mittens»                                    | [ 130 ] |
| 1993 | The Portrait                                         | Fanny Church                     | Telefilme                                                              | [ 131 ] |
| 1993 | General Motors Playwrights Theater                   | Ella misma – Anfitriona          | 10 episodios                                                           | [ 132 ] |
| 1993 | A Foreign Field                                      | Lisa                             | Telefilme                                                              | [ 133 ] |
| 1993 | Great Performances                                   | Narradora (voz)                  | Episodio: «Leonard Bernstein: The Gift of Music»                       | [ 134 ] |
| 1995 | From the Mixed-Up Files of Mrs. Basil E. Frankweiler | Mrs. Basil E. Frankweiler        | Telefilme                                                              | [ 135 ] |
| 1998 | Chicago Hope                                         | Samara Visco Klein               | Episodios: «Risky Business» & «Absent Without Leave»                   | [ 136 ] |
| 1999 | Too Rich: The Secret Life of Doris Duke              | Doris Duke                       | Miniserie                                                              |         |
| 2006 | The Sopranos                                         | Ella misma – Estrella invitada   | Episodio: «Luxury Lounge»                                              |         |
| 2008 | Empire State Building Murders                        | Penny Baxter                     | Telefilme                                                              | [ 137 ] |
| 2014 | Family Guy                                           | Evelyn (voz)                     | Episodio: «Mom's the Word» (Último papel televisivo)                   | [ 138 ] |

### Teatro

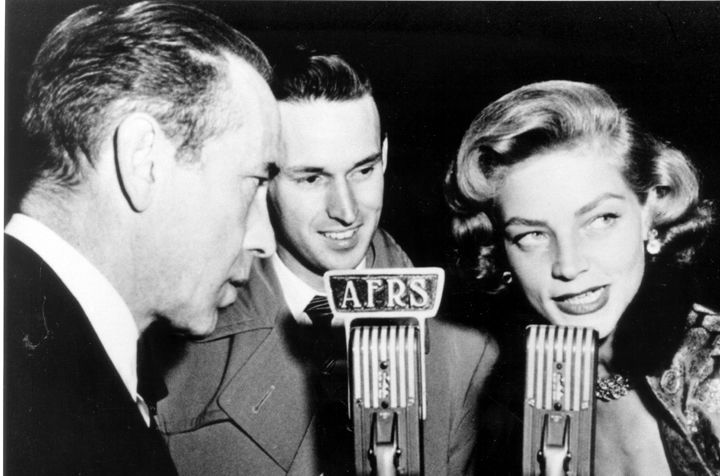
Con Humphrey Bogart (izquierda) y el locutor de AFRS Jack Brown durante una transmisión a las tropas en el extranjero durante la Segunda Guerra Mundial.

| Año  | Título                             | Rol                      | Notas                                   | Ref.    |
| ---- | ---------------------------------- | ------------------------ | --------------------------------------- | ------- |
| 1942 | Johnny 2x4                         | Conjunto                 | Broadway (Acreditada como Betty Bacall) |         |
| 1942 | Franklin Street                    | Adolescente sin nombre   | Broadway                                |         |
| 1959 | Goodbye Charlie                    | Charlie                  | Broadway                                | [ 139 ] |
| 1965 | Cactus Flower                      | Stephanie                | Broadway                                | [ 139 ] |
| 1970 | Applause                           | Margo Channing           | Broadway y West End                     | [ 140 ] |
| 1977 | Wonderful Town                     | Ruth Sherwood            | Summer stock                            | [ 141 ] |
| 1979 | V.I.P. Night on Broadway           | Ella misma               | Broadway (concierto benéfico)           | [ 142 ] |
| 1981 | Woman of the Year                  | Tess Harding             | Broadway                                |         |
| 1985 | Sweet Bird of Youth                | La Princesa Kosmonopolis | West End                                | [ 143 ] |
| 1989 | The Players Club Centennial Salute | Ella misma               | Broadway (concierto benéfico)           |         |
| 1995 | The Visit                          | Claire Zachanassian      | Chichester Festival                     |         |
| 1996 | Angela Lansbury: A Celebration     | Ella misma               | Broadway (concierto benéfico)           | [ 144 ] |
| 1999 | Waiting in the Wings               | Lotta Bainbridge         | Broadway                                | [ 113 ] |

## Premios y distinciones
Premios Óscar
| Año  | Categoría               | Película                | Resultado |
| ---- | ----------------------- | ----------------------- | --------- |
| 1997 | Mejor actriz de reparto | El amor tiene dos caras | Nominada  |
| 2010 | Óscar honorífico        | Óscar honorífico        | Ganadora  |

Premios BAFTA
| Año  | Categoría               | Película                | Resultado |
| ---- | ----------------------- | ----------------------- | --------- |
| 1996 | Mejor actriz de reparto | El amor tiene dos caras | Nominada  |

Premios Globo de Oro
| Año  | Categoría               | Película                | Resultado |
| ---- | ----------------------- | ----------------------- | --------- |
| 1993 | Premio Cecil B. DeMille | Premio Cecil B. DeMille | Ganadora  |
| 1996 | Mejor actriz de reparto | El amor tiene dos caras | Ganadora  |

Premios del Sindicato de Actores
| Año  | Categoría               | Película                | Resultado |
| ---- | ----------------------- | ----------------------- | --------- |
| 1996 | Mejor actriz de reparto | El amor tiene dos caras | Ganadora  |

Festival Internacional de Cine de San Sebastián
| Año  | Categoría       | Resultado |
| ---- | --------------- | --------- |
| 1992 | Premio Donostia | Ganadora  |